# Segno zodiacale

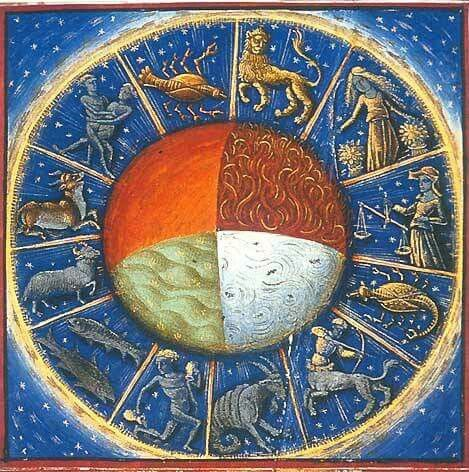
I dodici segni dello zodiaco e i quattro elementi, dal manoscritto De Proprietatibus Rerum (1445-50)

Il segno zodiacale, o solo segno, sia per l'astrologia occidentale sia per quella indiana (in sanscrito: राशि, rāśi), è una delle dodici suddivisioni in parti uguali dello zodiaco.
Per tradizione, ogni segno zodiacale prende il nome da una costellazione, seguendo il seguente ordine: Ariete, Toro, Gemelli, Cancro, Leone, Vergine, Bilancia, Scorpione, Sagittario, Capricorno, Aquario, Pesci.
In Occidente si tende a distinguere due tipi di zodiaco, uno che divide l'eclittica in 12 segni di uguale lunghezza, cioè 30 gradi per un totale complessivo di 360°, un altro basato invece sulle costellazioni. L'associazione fra le costellazioni e la posizione del Sole rispetto alle stelle fisse cambia nel tempo, a causa della precessione degli equinozi: di conseguenza, lo zodiaco dei segni e quello delle costellazioni oggi risultano sfasati tra di loro. L'astrologia occidentale si basa esclusivamente sullo zodiaco dei segni, così come furono ideati millenni or sono.
Nell'uso popolare si usa dire "nascere sotto il segno di ..." seguito dal nome di un segno zodiacale. Il significato cambia in base alla tradizione astrologica: nell'uso occidentale si intende il segno zodiacale nel quale si trova il Sole al momento della nascita della persona, mentre nell'uso indiano si intende il segno zodiacale sul quale si trova la Luna.

## Suddivisione dello zodiaco
La suddivisione dello zodiaco in dodici parti ha origine nell'astrologia babilonese; le dodici suddivisioni si chiamano "segni" in quanto sono rappresentate ciascuna da un simbolo.
Dopo le conquiste di Alessandro Magno l'astrologia babilonese è entrata in contatto sia con la cultura ellenistica sia con quella indiana, influenzando le astrologie locali in modi diversi.
Per tradizione ciascun segno zodiacale prende il nome da una costellazione collocata lungo il piano dell'eclittica:
| Nome       | Nome           | Costellazione | Significato                                                                       | Simbolo |
| Italiano   | Sanscrito      | Costellazione | Significato                                                                       | Simbolo |
| ---------- | -------------- | ------------- | --------------------------------------------------------------------------------- | ------- |
| Ariete     | Meṣa (मेष)      | Ariete        | Ariete                                                                            |         |
| Toro       | Vṛṣabha (वृषभ)  | Toro          | Toro                                                                              |         |
| Gemelli    | Mithuna (मिथुन)  | Gemelli       | Gemelli                                                                           |         |
| Cancro     | Karka (कर्क)    | Cancro        | Granchio                                                                          |         |
| Leone      | Siṃha (सिंह)     | Leone         | Leone                                                                             |         |
| Vergine    | Kanyā (कन्या)    | Vergine       | Donna                                                                             |         |
| Bilancia   | Tulā (तुला)      | Bilancia      | Bilancia                                                                          |         |
| Scorpione  | Vṛścika (वृश्चिक) | Scorpione     | Scorpione                                                                         |         |
| Sagittario | Dhanu (धनु)     | Sagittario    | Arciere (in italiano) Arco (in sanscrito)                                         |         |
| Capricorno | Makara (मकर)   | Capricorno    | Mostro marino mitologico (mezzo capra e mezzo pesce nella tradizione occidentale) |         |
| Aquario    | Kumbha (कुम्भ)   | Aquario       | Portatore d'acqua                                                                 |         |
| Pesci      | Mīna (मीन)      | Pesci         | Pesci                                                                             |         |

### Zodiaco tropicale
Nella tradizione occidentale si utilizza la suddivisione cosiddetta tropicale dello zodiaco, la quale ha rapporto con il moto di rivoluzione della Terra intorno al Sole: innanzitutto lo zodiaco è diviso in quattro settori in corrispondenza dei due equinozi e dei due solstizi, dopodiché ciascuno dei quattro settori che in tal modo si formano è ulteriormente suddiviso in tre parti uguali. Questo tipo di suddivisione si chiama «tropicale».

Differenza tra i segni zodiacali tropici (nel cerchio esterno) e le costellazioni astronomiche (di grandezza variabile).

Per tradizione, il primo segno zodiacale è l'Ariete, cui seguono gli altri undici. A causa della precessione degli equinozi che è di circa un grado ogni 72 anni, la collocazione dei segni zodiacali non coincide più con quella delle costellazioni stabilite dagli astrologi 1700 anni fa, con cui furono identificate e da cui hanno preso il nome.
Avendo le costellazioni astronomiche ampiezza variabile (es. la costellazione del Leone è quasi tre volte quella del Cancro) non sono mai state pienamente coincidenti con i segni zodiacali; la sovrapposizione più precisa tra segni e costellazioni è avvenuta circa 1700 anni fa, quando furono appunto così identificate.

### Zodiaco siderale
Nella tradizione indiana si utilizza la suddivisione cosiddetta siderale dello zodiaco, la quale è fissa e non risente cioè della precessione degli equinozi; lo zodiaco è diviso in dodici parti uguali partendo dal "punto d'Ariete" (che non va confuso col "punto vernale" chiamato anch'esso a volte "punto d'Ariete" ma questo in realtà rappresenta il punto d'inizio dello zodiaco tropicale) ossia il punto d'inizio convenzionale della costellazione dell'Ariete.
La differenza tra il punto vernale e il punto d'Ariete (ossia tra zodiaco tropicale e zodiaco siderale) in sanscrito si chiama ayanamsa e ci sono scuole astrologiche diverse che danno valori diversi a seconda di dove viene considerato l'inizio del segno dell'Ariete.
L'astrologia indiana è ancora oggi intimamente legata alla religione induista e a partire dal 1957 lo stesso governo indiano cura la pubblicazione un almanacco astrologico basato sul valore proposto nel 1952 dagli astrologi Saha e Lahiri; tale valore era di 23°51'21" nel 2000 e aumenta di circa 50" all'anno.
Alcuni astrologi di tradizione occidentale, su influenza dell'astrologia indiana, utilizzano anch'essi una suddivisione siderale dello zodiaco; alcuni utilizzano il valore calcolato da Saha e Lahiri mentre altri utilizzano il valore proposto dagli astrologi irlandesi Fagan e Bradley basato su un valore che era di 24°44'22" nel 2000.
Per tradizione il segno zodiacale che inizia nel "punto d'Ariete" è chiamato Ariete e così via gli altri segni; oggi, a causa di diversi movimenti dell'asse di rotazione terrestre, ogni segno zodiacale siderale non coincide più con la costellazione da cui ha preso il nome.

## Classificazioni dell'astrologia occidentale

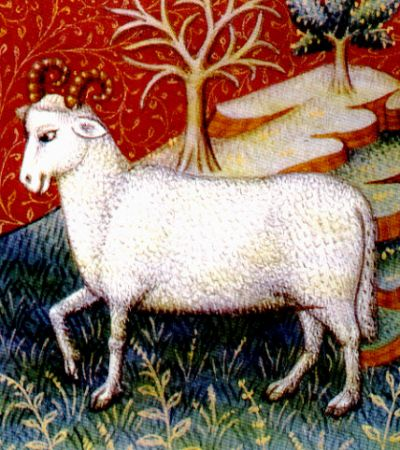
Ariete

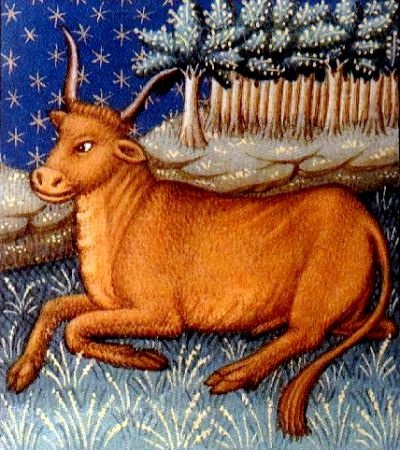
Toro

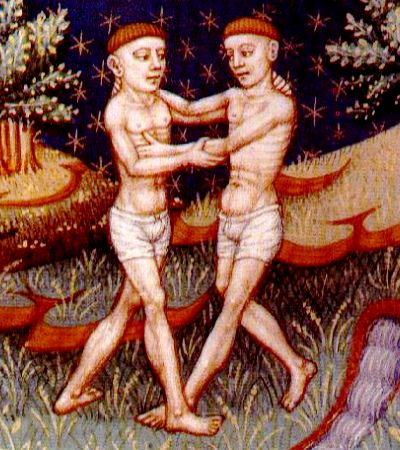
Gemelli

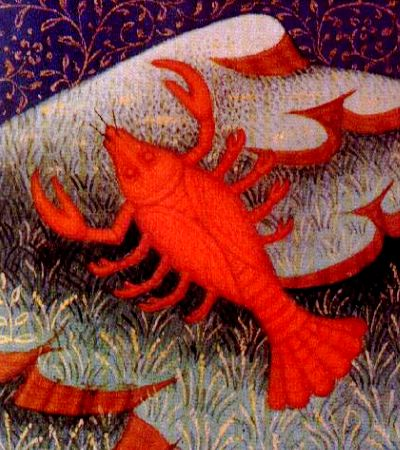
Cancro

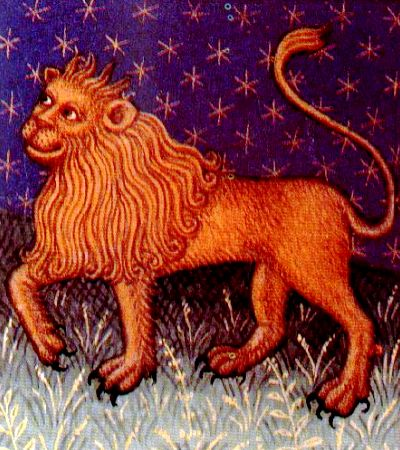
Leone

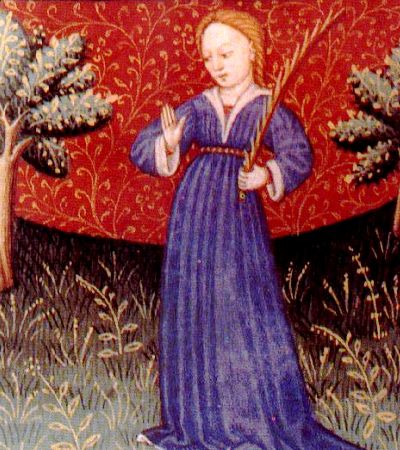
Vergine

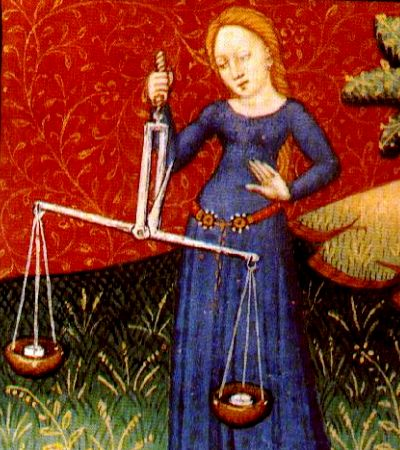
Bilancia

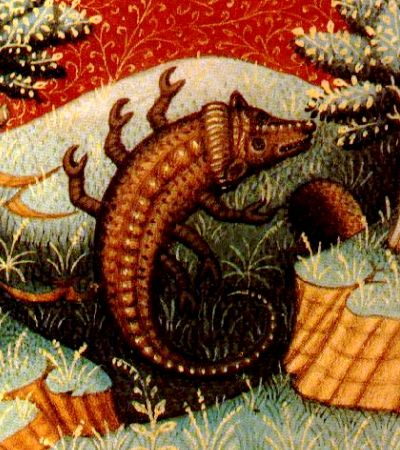
Scorpione

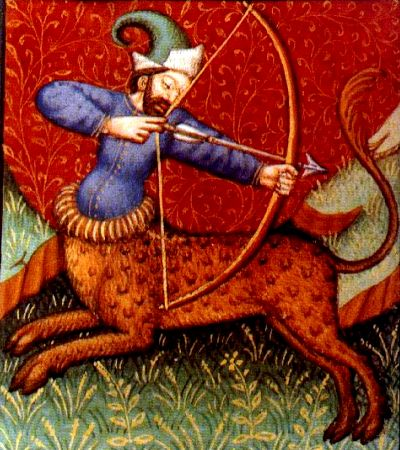
Sagittario

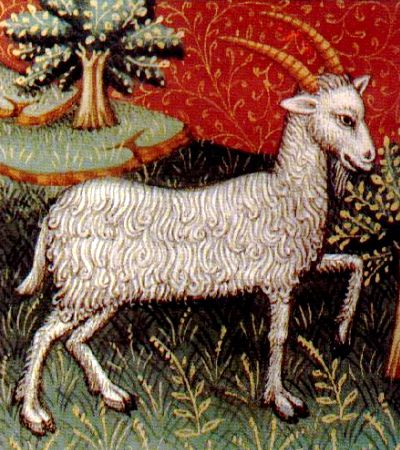
Capricorno

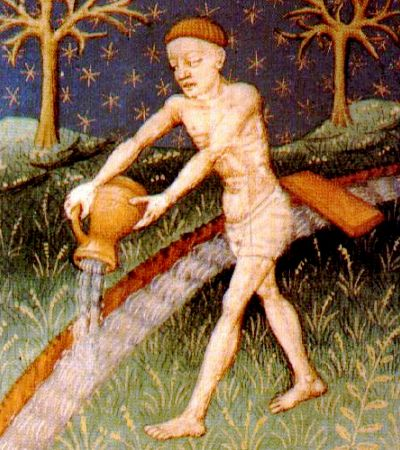
Aquario

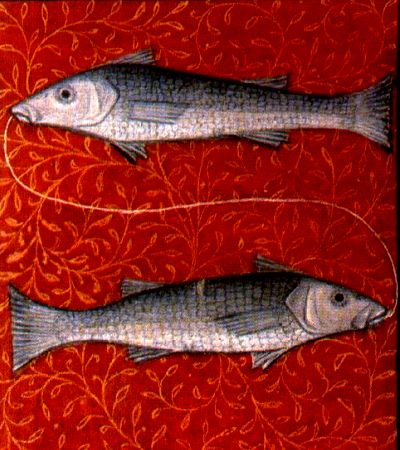
Pesci

L'astrologia occidentale presenta più classificazioni dei segni, basate sugli insiemi.

### Per elemento
La prima è legata ai 4 elementi (fuoco, terra, aria, acqua):
- Segni di fuoco: Ariete, Leone, Sagittario. L'elemento rappresenta il desiderio e l'energia creativa;
- Segni di terra: Toro, Vergine, Capricorno. L'elemento rappresenta le risorse materiali e i possedimenti;
- Segni d'aria: Gemelli, Bilancia, Aquario. L'elemento rappresenta l'intelletto e la capacità comunicativa;
- Segni d'acqua: Cancro, Scorpione, Pesci. L'elemento rappresenta l'immaginazione, i sentimenti e l'amore.

I segni sono divisi anche in "maschili" (fuoco e aria) e "femminili" (terra e acqua), con associazione ad estroversione e introversione.

### Per tipo
La seconda si basa sulla posizione rispetto ai 4 punti cardinali:
- Segni cardinali: Ariete, Cancro, Bilancia, Capricorno (inizio stagione). Sono associati ad iniziativa e creatività;
- Segni fissi: Toro, Leone, Scorpione, Aquario (centro stagione). Sono associati a stabilità e determinazione;
- Segni mobili: Gemelli, Vergine, Sagittario, Pesci (fine stagione). Sono associati ad ingegno e adattamento.

In base alle date convenzionali, si può notare come il passaggio dal segno mobile al cardinale avvenga in coincidenza dell'equinozio oppure del solstizio: l'evento segna, infatti, il passaggio da una stagione alla successiva.

### Per stagione
In base alla stagione di appartenenza, si ha la seguente distinzione:
- Primavera: Ariete, Toro, Gemelli[8]
- Estate: Cancro, Leone, Vergine[9]
- Autunno: Bilancia, Scorpione, Sagittario[10]
- Inverno: Capricorno, Aquario, Pesci[11]

È osservabile come, in ogni stagione, risulti assente un elemento: l'acqua in primavera (stagione umida), l'aria in estate (stagione calda), la terra in autunno (stagione secca), il fuoco in inverno (stagione fredda).

### Per segno opposto
La classificazione per opposto è un'ulteriore distinzione, basata sulla corrispondenza della qualità e sull'opposizione degli elementi:
| Primo segno | Secondo segno | Qualità   | Abbinamento   | Pianeti (domicilio-esilio) |
| ----------- | ------------- | --------- | ------------- | -------------------------- |
| Ariete      | Bilancia      | Cardinale | Fuoco - Aria  | Marte - Venere             |
| Toro        | Scorpione     | Fisso     | Terra - Acqua | Venere - Plutone           |
| Gemelli     | Sagittario    | Mobile    | Aria - Fuoco  | Mercurio - Giove           |
| Cancro      | Capricorno    | Cardinale | Acqua - Terra | Luna - Saturno             |
| Leone       | Aquario       | Fisso     | Fuoco - Aria  | Sole - Urano               |
| Vergine     | Pesci         | Mobile    | Terra - Acqua | Mercurio - Nettuno         |

L'opposizione consiste, infatti, nell'abbinare il fuoco all'aria (elementi leggeri) e l'acqua alla terra (elementi pesanti): dal punto di vista delle stagioni, la primavera è opposta all'autunno mentre l'estate è opposta all'inverno. Da notare, inoltre, che il domicilio di un segno corrisponde all'esilio del suo opposto.

## La sequenza
La sequenza nasce dall'intersezione tra i quattro elementi e i tre tipi, esaurendo in particolare ogni possibile combinazione.
Il passaggio da un segno all'altro non corrisponde con l'inizio del giorno ma arretra di circa 6 ore ogni anno e si sposta invece in avanti di circa 18 ore nei 12 mesi successivi al 29 febbraio negli anni bisestili.
| Segno      | Elemento | Tipo      | Durata                        |
| ---------- | -------- | --------- | ----------------------------- |
| Ariete     | Fuoco    | Cardinale | 20/21 marzo-19/20 aprile      |
| Toro       | Terra    | Fisso     | 19/20 aprile-20/21 maggio     |
| Gemelli    | Aria     | Mobile    | 20/21 maggio-20/21 giugno     |
| Cancro     | Acqua    | Cardinale | 20/21 giugno-22/23 luglio     |
| Leone      | Fuoco    | Fisso     | 22/23 luglio-22/23 agosto     |
| Vergine    | Terra    | Mobile    | 22/23 agosto-22/23 settembre  |
| Bilancia   | Aria     | Cardinale | 22/23 settembre-22/23 ottobre |
| Scorpione  | Acqua    | Fisso     | 22/23 ottobre-21/22 novembre  |
| Sagittario | Fuoco    | Mobile    | 21/22 novembre-21/22 dicembre |
| Capricorno | Terra    | Cardinale | 21/22 dicembre-20/21 gennaio  |
| Aquario    | Aria     | Fisso     | 20/21 gennaio-18/19 febbraio  |
| Pesci      | Acqua    | Mobile    | 18/19 febbraio-20/21 marzo    |

## La cuspide
La cuspide è di solito considerata il punto di confine tra un segno zodiacale e l'altro, tra il 29° ed il grado 0°, è un momento dove le caratteristiche dei segni si uniscono.
Il concetto cuspide però può essere ampliato, si può allargare il periodo cuspide dagli ultimi 5 gradi ai primi 5 gradi di due segni; dal 24° al 29° e dallo 0º al 5º grado.